# Bütschwil
Bütschwil is een voormalige gemeente en plaats in het Zwitserse kanton Sankt Gallen, en maakt deel uit van het district Toggenburg. In 2013 is het samen met Ganterschwil gefuseerd naar der nieuwe gemeente Bütschwil-Ganterschwil.
Bütschwil telt 3376 (2010) inwoners.
De voormalige gemeente Bütschwil bestaat uit twee dorpen: Bütschwil en Dietfurt. Bütschwil is goed bereikbaar met de bus en de trein. Bütschwil ligt aan de rivier Thur. De omgeving van Bütschwil is heuvelachtig en leent zich goed voor wandel- en mountainbiketochten.

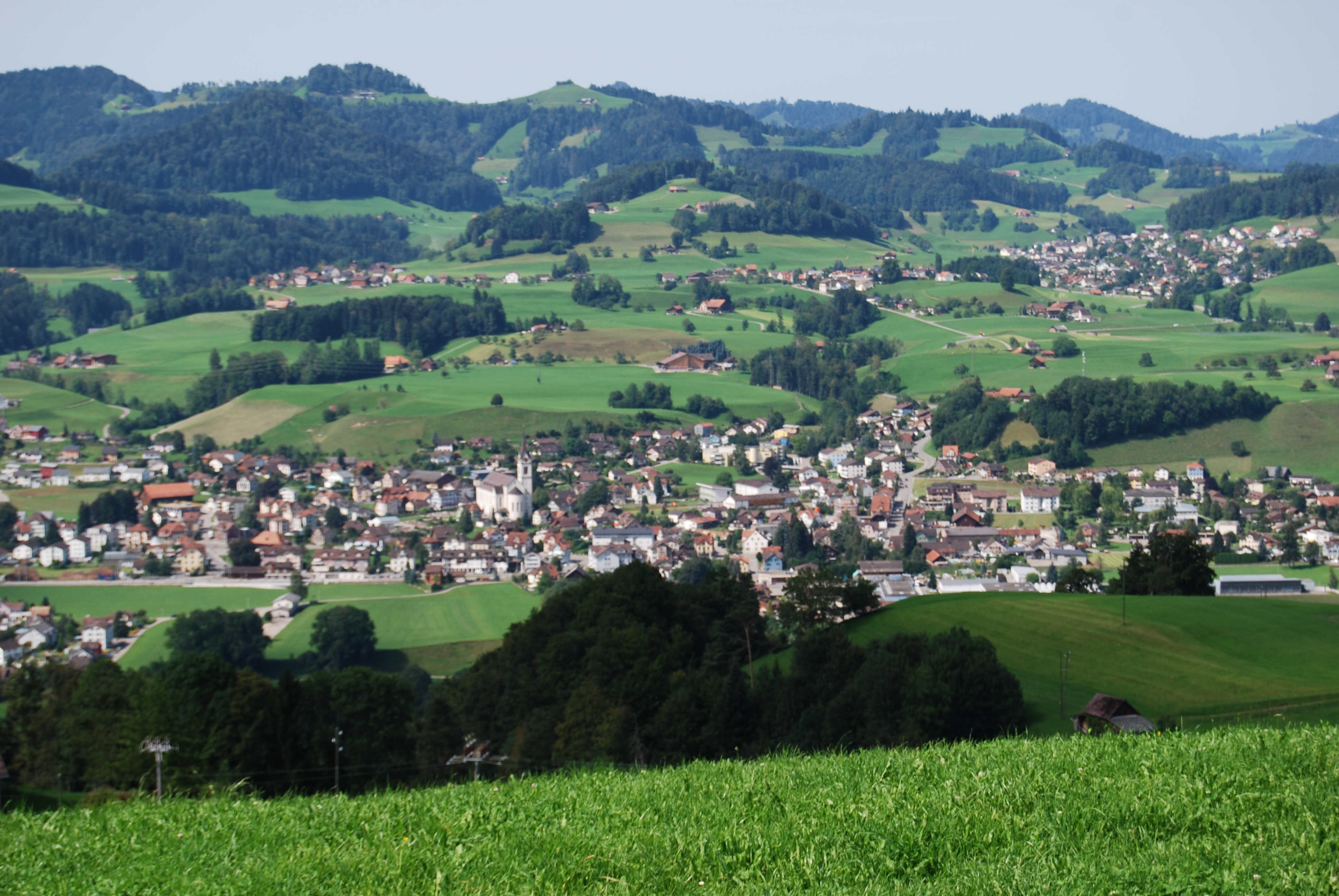
Bütschwil